# Минен крайцер
Минен крайцер в края на 19 век и началото на 20 век са се наричали големите миноносци с водоизместимост 400 – 700 t с усилено артилерийско и минно въоръжение за унищожаване миноносците на противника. Минните крайцери имат до 15 оръдия калибър до 47-mm или 2 – 3 оръдия 75-mm. Съгласно приетите в онези времена класификации се отнасят към корабите от 2-ри ранг и служат за отразяване на минни атаки и разузнаване.

## Русия
Първият в Русия минен крайцер – „Лейтенант Ильин“ е заложен 1885 г., спуснат на вода – 12 юни 1886 г. и влиза в строй 1887 г. Външно прилича на френския минен крайцер „Кондор“, но има двойно по-дебела бронирана палуба и почти двойно по-малка водоизместимост. Крайцерът е кръстен в памет на героя от Чесменското сражение от 1770 г.
Всичко в периода 1889 – 1896 г. са построени 9 минни крайцера:
- Тип „Лейтенант Ильин“
  - „Лейтенант Ильин“ (1886)
  - „Капитан Сакен“ (1889)

- Тип „Казарский“ (проект на фирмата „Шихау“)
  - „Казарский“ (1890)
  - „Войвода“ (1891)
  - „Посадник“ (1892)
  - „Всадник“ (1893)
  - „Гайдамак“ (1893)
  - „Гридень“ (1893)

- Тип „Абрек“ (проект на фирмата „Крейтън“)
  - „Абрек“ (1895)

До 10 октомври 1907 г. като минни крайцери са класифицирани и ескадрените миноносци от първите серии (водоизместимост над 600 тона):
- Тип „Финн“ („Доброволец“, „Московитянин“, „Емир Бухарский“, „Финн“)
- Тип „Всадник“ („Уссуриец“, „Амурец“, „Гайдамак“, „Всадник“)
- Тип „Лейтенант Шестаков“ („Лейтенант Шестаков“, „Капитан Сакен“, „Капитан-лейтенант Баранов“, „Лейтенант Зацаренный“)
- Тип „Украйна“ („Войсковой“, „Украйна“, „Туркменец-Ставропольский“, „Забайкалец“, „Донской казак“, „Страшный“, „Стерегущий“, „Казанец“)
- Тип „Охотник“ („Пограничник“, „Генерал Кондратенко“, „Охотник“, „Сибирский стрелок“)